# 冒險少女娜汀亞
《冒險少女娜汀亞》是以儒勒·凡爾納的小說《海底兩萬里》为蓝本，由GAINAX製作的日本電視動畫作品。1990年4月13日至1991年4月12日在NHK綜合頻道每週五19:30播出，共39話。導演庵野秀明，人物設計貞本義行。這部動畫曾於1991年至1992年在香港的無綫電視播映，1991年3月8日至1992年3月2日在臺灣的中視播映，并于1990年代在中国大陆地方电视台及中国教育电视台播映。
制作公司之後又推出了一部相关電影：《The Secret of Fuzzy》/。電視版動畫的陣營大多未參與此部電影的製作。
另外，作為其時代很多作品慣用的做法，用Q版人物登場的（全10話）被作為特典收錄在DVD中。

## 中文譯名
- 香港

- 《冒險少女娜汀亞》：TVB、安樂（劇場版、影碟）譯名。

- 台灣

- 《藍寶石之謎》：於台灣早期動漫畫雜誌（例：《先鋒動畫》、《神奇地帶》）使用，引用自本片的英文片名標題。
- 《海底兩萬哩》：出自台灣中國電視公司播映時使用。並在中都卡通台、JET TV等頻道接連使用之後，目前幾乎已是台灣的通用譯名。
- 《冒險少女蘭麗亞》：出自衛視中文台。

- 中國大陸

- 《蓝宝石之谜》：1992年中國大陸引进时所使用之译名，为中國大陸普遍使用之译名。
- 《海底两万里》：中国教育电视台播出时所使用。
- 《不可思议的海之娜蒂亚》：直譯

## 概要
本企劃的原案本是由製作過《高立的未來世界》等作品的宮崎駿來導演，但未獲採用。宮崎便將本企劃用在吉卜力工作室最初的動畫電影《天空之城》上。但原本的企劃書還留在NHK，之後成了本作品。這使得本作有許多讓人聯想到《天空之城》的設定（少年遇見少女、少女擁有一顆充滿謎團的藍色石頭、以及超古代文明的存在等等）。製作由NHK和Group TAC進行，GAINAX則是動畫製作。電視播畢後推出了電視版總編集加上新部分的電影。本電影也是由GAINAX執行動畫製作，但因預算不夠而未能完成，剩下的部分便由Group TAC完成。這筆債一直到《新世紀福音戰士》之後才終於還清。 
當時，只有製作過動畫電影、OVA、電腦遊戲《美少女夢工場》等而使得只有少數人知道的GAINAX，因製作了本NHK播出用的電視動畫而讓更多的人得知了它的存在。其他還有加入了在當時的NHK動畫是無法想像的要素，如殺必死場面等，而成了話題。本作不止是電視版動畫，還展開了電影版動畫、小說、CD、錄影帶、VCD（已絕版）、LD、DVD（額外劇場）、遊戲軟體等的跨媒體製作。
本作大量取材儒勒·凡爾納的名著《海底二萬里》，包括使用「尼莫（Nemo）」為船長名字、用「鸚鵡螺號（Nautilus）」作潛艇名字、用亞特蘭蒂斯作為背景、甚至安排一個與原作主角相似的角色Elton。此外，本作亦使用了非常多的舊約聖經的創世記神話、歷史、科幻小說、漫畫、特攝、電影、動畫的戲仿及致敬。
還有，本作日文原名經常誤寫為，正確的寫法為最前面的三個文字不寫作日本漢字而寫成日語假名；另外，標題題字的為日本書法家榊莫山題字的篆書。
本動畫香港原創主題曲由吳國敬主唱，中視版主題曲為林家慶作詞套用原曲、康雅嵐主唱。民視播放的版本是中視配音版，但將主題曲與片尾曲都改回原曲並套用民視版字幕。

## 故事簡介
故事發生於1889年巴黎萬國博覽會，在艾菲爾鐵塔上相遇的擁有神秘藍寶石的馬戲團少女娜汀亞和愛好飛機和發明的少年約翰兩人，以及娜迪亞的好友——小獅子小獅王的故事。
娜汀亞和約翰從覬覦她所持藍寶石葛蘭蒂斯一行人逃跑，並開始了尋找娜汀亞的尋找故鄉之旅。途中，他們巧遇邪惡組織「尼奧亞特蘭帝國」（或譯新亞特蘭帝國）的首相卡格伊所占據的島嶼上倖存的少女瑪莉。但是，娜汀亞、瑪莉和小獅王被卡格伊拐走。為了拯救他們，約翰和葛蘭蒂斯三人組聯手，並且和萬能潛水艇鸚鵡螺號及尼莫船長等人相遇，最終還被捲入了和卡格伊的戰鬥。
本作品的主要構成是以傳說中的擁有超古代文明的大陸帝國─亞特蘭蒂斯帝國為主軸，第一部為鸚鵡螺號和尼奧亞特蘭雙方使用從前亞特蘭蒂斯人所造之先進機械來進行海底及空中戰爭，但第二部為無人島悠閒生活的故事和在非洲發生的趣事，第三部彷彿宇宙戰艦大和號般的新鸚鵡螺號和尼奧亞特蘭的宇宙戰爭。
主角娜汀亞是來自M78星雲古代亞特蘭蒂斯外星人的後代，他們的先祖乘坐三艘大型移民太空船（方舟）移居到地球，分別是一萬兩千年前被戰火摧毀沉入海底的「綠色諾亞」，被後世稱為亞特蘭蒂斯；失去動力被改造成主角故鄉塔帖索斯王國的「藍色諾亞」；還有失去主人後消失蹤影變成孤島漂流的「紅色諾亞」，三艘方舟上都裝備可以發射高能射線的巴比倫塔，功能是與遙遠的M78星雲進行通訊，也可以作為大規模殺傷性武器使用。

## 登場人物
因為目前沒有固定的統一全名，故角色全名取音最近原音者。
Nadia
- 全名：Nadia Ra Alwar（ナディア・ラ・アルウォール），中文譯作娜汀亞、蘭莉亞或娜迪亞，全名：娜迪亞‧拉‧阿爾瓦。
- 配音：鷹森淑乃（TVB: 孫明貞）；台灣：楊凱凱（劇場版）
- 年齡：14歲（從35話開始成為15歲）；
- 生日：1875年5月31日
- 人種：亞特蘭蒂斯人、塔帖索斯王國人
- 出身：地球塔帖索斯王國
- 星座：雙子
- 血型：A型
- 毛髮：黑色
- 眼睛：翠綠色

娜汀亞是一名14歲的少女，因為她既是個孤兒，又不知道自己是自哪裡來的，為了生存，她只好在一馬戲團當雜技演員。之後她被邪惡三人組追逐並被迫離開了馬戲團。她遇到約翰之後便開始和他一起出發尋找她的出生地和調查她僅有的線索─藍寶石（Blue Water）。
娜汀亞是個素食主義者。她的個性既倔強又頑故、非常易怒、不善於交際。她自稱能和動物對話，像她經常和她的小獅子阿健說話（此為藍寶石的力量）。因為她有個不幸的過去，所以她非常不信任大人。結果她對約翰萌生了愛情，但在這之前，她也同時學得了寶貴的友情、尊重和信賴。結局時娜汀亞和約翰結婚成家，過著幸福的生活。
Jean
- 全名：Jean Roque Lartigue (ジャン・ロック・ラルティーグ)，中文譯作：約翰、王志強（中視）或尚和讓，全名：約翰‧洛高‧拉露迪高或約翰‧洛克‧拉爾蒂克。
- 配音：日高範子（TVB: 區瑞華）；台灣：錢欣郁（劇場版）
- 年齡：14歲
- 生日：1875年
- 人種：法國人
- 出身：法國勒阿弗爾
- 星座：獅子
- 血型：O型
- 毛髮：橙色
- 眼睛：寶藍色

約翰和娜汀亞一樣是14歲，但他有著和娜迪亞完全不同的個性和興趣。他非常地有雅量，並且有耐心，熱心進取，專注於他所愛的事物，像是科學研究。他是個天才發明家，而事實上在他很小的時候，他已經和他的叔叔一起發明了許多複雜的機器。
他深愛著娜汀亞，非常為她著想，尤其是在遇到困難的時候。他也盡全力地幫助娜迪亞尋找藍寶石的秘密和她的過去。結局時娜汀亞和約翰結婚成家，過著幸福的生活。
Nemo
- 全名：Eleusis Ra Alwar（エルシス・ラ・アルウォール），中文譯作：尼莫船長、尼摩船長或雷莫船長，全名（本名）：艾勒西斯‧拉‧阿爾瓦。
- 配音：大塚明夫（TVB: 張炳強）
- 人種：亞特蘭蒂斯人，塔帖索斯王國人
- 出身：M78星雲
- 毛髮：黑色
- 眼睛：黑色
- 年齡：46歲

尼摩為萬能潛艇鸚鵡螺號（羅茲拿號）的船長（非艦長）。他的目的是不惜任何代價來毀滅尼奧亞特蘭蒂斯人。他是個十分神秘的人物，並且擁有黑暗的過去。到故事後半觀眾方能得知他就是娜迪亞的父親，以及他是真正的亞特蘭蒂斯帝國（現為塔帖索斯王國）的王位繼承人（塔帖索斯王國國王）。儘管他能將所有的人類屈服在自己腳下，他卻選擇了與人類在地球上和平共存，因為他相信人類的愛。雖然他表現的非常冷酷和孤獨，但當他見到約翰時卻被他的直率、積極的心和他的爽朗給軟化。同時，娜迪亞非常不信任他，並在他為了救她而射殺了一名尼奧亞特蘭人后稱他為“殺人魔”。不過，她漸漸開始尊敬尼莫並且得知了他就是她的父親。
當年塔帖索斯王國發生政變，他怕造成地球生態滅絕，不惜引爆被用作大殺傷性兵器的巴比倫塔，於是毀滅了塔帖索斯王國，往後的餘生，都致力贖罪和毀滅尼奧亞特蘭蒂斯人。
「尼摩」這個名字，取自《海底兩萬里》角色名字，語出荷馬史詩《奧德賽》的拉丁文版。故事講述獨眼巨人問主角奧德賽名字時，奧德賽回答說他叫「ουτις」，意思是「沒有人 (No-man)」或者「不是誰 (Nobody)」。拉丁文版將希臘原文譯為「Nemo」。
他本名 Eleusis Ra Alwar ，則是從古希臘的城市 Eleusis 和埃及太陽神 Ra 得來。（Eleusis：古時希臘人祭拜司農業豐饒和婚姻的女神Demeter所聚集的地方）（Ra：古時埃及所祭拜的太陽神）
Marie
- 全名：Marie en Carlsberg (婚前)/ Marie en Löwenbräu (婚後)，中文譯作：瑪莉或芭比（中視、JET前期版本），全名：瑪莉‧恩‧卡爾斯巴古(婚前)、瑪莉‧恩‧勒溫布洛伊(婚後)。
- 配音：水谷優子（TVB: 梁少霞）
- 年齡：4歲（在收場白，即婚後時，16歲）
- 人種：法國人
- 出身：法國
- 生日：1885年4月10日
- 毛髮：橙色（婚後為褐色）
- 眼睛：藍色

瑪莉是個4歲的女孩。因卡格伊和尼奧亞特蘭人殺了她的雙親，她成了孤兒。但她立刻便被娜汀亞和約翰找到，他們並且打算照顧她。雖然她還只是個小孩，她卻有著非常堅強的個性。在某些困難狀況中，她的舉止簡直就像個大人。她和小獅王經常一起玩，並且有著非常好的關係，曾經宣稱小獅王為她的丈夫，娜汀亞和約翰為她的雙親，後來轉而對山森產生好感。在故事尾聲時作為收場白的主要敘述者，已經成年和山森結婚，並準備生下他們的第一個孩子。
瑪莉的名字的拼字並不確定。在一些地方寫作 "Marie"，而在日本出版的書中拼作 "Mary"，舊的美國版DVD稱她為 "Mari"，在第24集中她在自己的圖畫中簽寫自己的名字 "Marry"。雖然如此，"Marie"應該是最正確的拼法，因為這是法式姓名的拼法。
瑪莉的姓Carlsberg與Löwenbräu分別是丹麥和德國的啤酒名。
King
- 全名：，中文譯作：小獅王、阿健。
- 配音：櫻井敏治
- 物種：獅子
- 出身：非洲
- 毛髮：灰色
- 眼睛：黑色

阿健是一隻雄性小獅子，在遇見約翰以及其他人之前，牠是娜汀亞最要好的朋友。牠之後成了瑪莉的褓母，並整天和瑪莉玩。牠是隻非常會吃醋的動物，尤其是當娜汀亞和約翰變得更親密時。
Grandis
- 全名：Grandis Granva（グランディス・グランバァ），中文譯作葛蘭蒂絲、格蘭蒂，或藍蒂絲，全名：格蘭蒂‧奧蘭芭，或葛蘭蒂絲‧葛蘭芭。
- 配音：瀧澤久美子（TVB: 雷碧娜）
- 年齡：28歲（自稱時使用“20多歲”）
- 人種：義大利人
- 出身：義大利
- 生日：1861年
- 毛髮：紅色
- 眼睛：翠綠色

葛蘭蒂絲是個在義大利貴族家庭長大的女性。最初她非常地有錢並且有勢，但她被一名江湖騙子給欺騙，那人先設局讓葛蘭蒂絲的父親替自己承擔債務，再奪去葛蘭蒂絲的家產，然後還拋棄了她。葛蘭蒂絲破產後，所有僕人都離她而去，最終留下的就是漢森和山森，他們三人之後組成了葛蘭蒂絲幫，專門偷取珠寶。當她遇見約翰和其他人，她的人生和舉止改變了相當地大。她乘上了鸚鵡螺號後瘋狂地愛上了尼莫船長。她用盡她的力量試著向他求愛，但到了最後，她的戀情還是沒有結果。
Sanson
- 全名：Sanson Löwenbräu，中文譯作山森或三德，全名：山森‧勒溫布洛伊。
- 配音：堀内賢雄（TVB: 蘇強文）；台灣：于正昇
- 人種：義大利人或德國人？
- 毛髮：茶色
- 眼睛：藍色
- 年齡：27歲

山森非常強壯並且有體力，他的力量甚至勝過強力的機械。當他還年少時，他非常的瘦弱而經常被他身邊的女子嘲笑，因此他努力地鍛鍊身體而漸漸練出了一身強壯無比的肌肉，但也同時養成了他非常虛榮的性格。他曾經是葛蘭芭家破產前所雇用的司機。當葛蘭芭家破產後，葛蘭蒂絲所認識的人都離她而去，留下的便只有山森和漢森兩個人。
他的名字是從聖經中的人物參孫（Samson）得來：經中描述的參孫是個非常強壯的男人，但若破壞了和神的約定而剃下頭髮的話，他便會失去他所有的力量。在這部作品裡的山森有著非常強大的力量、但非常自戀，並且非常在意他的頭髮。
故事尾聲，山森和已成年的瑪莉結婚，兩人還準備生下第一個孩子。
山森的姓則是從Löwenbräu（德國的啤酒名）得來。
Hanson
- 全名：，中文譯作：漢森或山姆。
- 配音：櫻井敏治（TVB: 李智良）
- 人種：義大利人？
- 毛髮：茶色
- 眼睛：翠綠色
- 年齡：27歲

漢森是葛蘭蒂絲三人組中的技師。他擁有非常卓越的技術，他製作了葛蘭坦克和許多其他的機械裝置。他似乎非常迷戀艾特拉，但他的愛卻沒有被回應。由於約翰和漢森都十分喜歡科學，他們倆成了好朋友。他們經常花許多時間一同討論、研究有關機械的技術性話題。在收場白時我們能得知漢森建了一間車廠，並成了世界上數一數二的有錢人，但他未能找到一位好新娘。
Electra
- 全名：，中文譯作：艾特拉、艾妮杜拉或伊萊翠，全名（本名）：美蒂娜‧拉‧露根西斯‧伊萊翠。
- 配音：井上喜久子（TVB: 黃麗芳）
- 人種：塔帖索斯王國人
- 毛髮：金色
- 眼睛：藍色

艾特拉是萬能潛艇鸚鵡螺號（羅茲拿號）的副船長。性格冷靜沉著，但涉及尼莫的事情上便流露曖昧的情感。她原是塔帖索斯王國的國民。卡格伊發動武裝政變，自立成為尼奧亞特蘭帝國的領袖，為了宣示帝國力量，不惜發動巴比倫塔。尼莫在最後關頭取出了裝置在巴比倫塔的藍寶石，引爆巴比倫塔，但巴比倫塔釋放的能量將帝國周圍完全破壞，猶如世界末日一般。艾特拉的雙親及弟弟因此而死，而艾特拉卻僥倖存活過來。後來遇上逃亡的尼莫，像女兒一樣撫養艾特拉。艾特拉對尼莫存有超越父女之間的情誼，但她一直在掩飾。當娜汀亞出現後，尼莫與艾特拉為了對付尼奧亞特蘭而多次發生衝突。艾特拉認為尼莫的真心被娜汀亞搶走。在卡格伊嚴重破壞鸚鵡螺號，而尼莫不願意令鸚鵡螺號自我引爆後，艾特拉完全崩潰，並開槍擊傷尼莫，並揭發娜汀亞就是他的親生女兒。在鸚鵡螺號上，她教曉約翰許多知識，令娜汀亞頓生妒意。漢森暗戀艾特拉，但她完全不為所動。艾特拉對葛蘭蒂絲的潑辣行為更是大有不滿。雖然如此，艾特拉對所有人的態度都較為和藹可親。故事完結前，她懷了尼莫的孩子，後來獨自將孩子撫養成人。
Electra這名字，取自希臘神話中伊賴克綴的故事。相傳伊賴克綴因母親與其情人謀殺了她的父親，故決心替父報仇，最終她與其兄弟殺死了自己的母親。因此，Electra有「戀父情結（Electra Complex）」的意思。
Gargoyle
- 全名：Nemesis Ra Algoras（ネメシス・ラ・アルゴール），中文譯作：加歌魯、卡格伊或賈可伊全名（本名）：奈梅西斯‧拉‧阿爾果拉。
- 配音：清川元夢（TVB: 鄧榮銾）
- 人種：塔帖索斯王國人
- 毛髮：動畫中為白色，遊戲中為金色
- 眼睛：綠色

卡格伊原為舊塔帖索斯王國之宰相，後來發動武裝政變奪權，成了尼奧亞特蘭帝國的首相，扶持尼莫長子當傀儡皇帝，企圖利用藍色諾亞上的巴比倫塔支配世界，但計劃被尼莫破壞。之後主要目的為消滅尼莫及鸚鵡螺號、將藍寶石、紅色諾亞和古代亞特蘭蒂斯科技據為己有，並且支配整個世界以及人類。
他認為自己是一名亞特蘭蒂斯人（神），但非常諷刺地，他並不曉得他自己其實只是個他自己所輕蔑的地球人。他既狡猾又殘酷，並且常以一種柔和的聲音道出他人的弱點，讓他人徹底服從自己。直到最後一集我們都無法得知他面具下的臉。在尼莫的立體照片匣上，亦可見到尼莫一家四口(娜汀亞尚在襁褓的時候)與卡格伊的合照。
他的本名亦和尼莫和艾特拉一樣，是由拉丁語和希臘神話合成的。
PS：最終話中卡格伊在BLUE WATER的光芒中消逝的時候，片子還是給了其面容的特寫鏡頭。後來官方出版的畫冊中有其相對清晰完整的容貌。
Emperor Neo
- 全名：Vinasis Ra Alwar
- 中文譯作尼奧皇帝或雷奧皇帝，全名（本名）：維那西斯‧拉‧阿爾瓦(本名)，尼奧‧伊根‧艾匹法內斯(皇帝身分時的全名)。
- 配音：鹽澤兼人（TVB: 馮錦堂）
- 人種：亞特蘭蒂斯人，塔帖索斯王國人，生化機器人
- 毛髮：黑色
- 眼睛：翠綠色

尼奧是尼莫的兒子，娜汀亞的兄長。比娜汀亞年長五歲。卡格伊發動政變時，扶植了尼奧成為傀儡皇帝。巴比倫塔摧毀帝國的同時，尼奧也身受重傷。卡格伊將他改造成生化機械人，以維持他的生命，好讓自己利用其王族血統控制藍寶石的力量。尼奧的機械身體需要靠電力維持，所以也一直受到卡格伊的操控。新鸚鵡螺號攻進紅色諾亞時，亦揭露了尼奧的真正形態，令尼莫極度悲憤。尼奧受到衝擊而甦醒，協助娜汀亞擺脫卡格伊的操控。但他的身體隨即爆炸四散。
Elton
- 全名：，中文譯作：艾爾頓伯爵，全名：艾爾頓‧格雷納梵。
- 配音：山寺宏一・辻谷耕史（TVB: 鄧榮銾）
- 人種：英國人
- 出身：英國
- 毛髮：橙色
- 眼睛：黑色

艾爾頓是一個浮誇的傢伙，他不相信沒有親眼看過的事物，卻自稱是來自英國的貴族，吹噓上流社會生活享受。但總是沒有人相信他。娜汀亞等人流落無人島期間，在島的另一面重遇被葛蘭蒂絲、山森和漢森折磨的艾爾頓，原因是艾爾頓欺騙他們。後來艾爾頓回到英國，原來他真是如假包換的貴族。
旁白
- 配音：(TVB：曾佩儀)

## 主題曲
- 日本

- 片頭曲『BLUE WATER』（歌：森川美穗、作詞：来生えつこ、作曲：井上ヨシマサ、編曲：ジョー・リノイエ）
- 片尾：『Yes, I will...』（歌・作詞：森川美穗）

- 台灣

『海底兩萬哩』（唱：康雅嵐、詞：林家慶）
- 香港

『海』（歌：吳國敬）

## 各話列表
| 話數         | 日文標題   | 中文標題           | 腳本            | 分鏡              | 演出              | 作畫監督                   | 播放日期       |
| 鸚鵡螺號篇   | 鸚鵡螺號篇 | 鸚鵡螺號篇         | 鸚鵡螺號篇      | 鸚鵡螺號篇        | 鸚鵡螺號篇        | 鸚鵡螺號篇                 | 鸚鵡螺號篇     |
| ------------ | ---------- | ------------------ | --------------- | ----------------- | ----------------- | -------------------------- | -------------- |
| 第1話        |            | 艾菲爾鐵塔的少女   | 大川久男        | 森川滋 庵野秀明   | 森川滋            | 鈴木俊二                   | 1990年 4月13日 |
| 第2話        |            | 小小的逃亡者       | 大川久男        | 増尾昭一          | 増尾昭一          | 窪岡俊之                   | 4月20日        |
| 第3話        |            | 謎之大海怪         | 大川久男        | 摩砂雪            | 摩砂雪            | 鈴木俊二                   | 4月27日        |
| 第4話        |            | 萬能戰艦鸚鵡螺號   | 大川久男        | 米谷良知          | 米谷良知          | 竹内啓                     | 5月4日         |
| 第5話        |            | 瑪莉的島           | 大川久男        | 森健              | 舛成孝二          | 松原秀典                   | 5月11日        |
| 第6話        |            | 孤島的要塞         | 大川久男        | 森健              | 森健              | 阿部司                     | 5月18日        |
| 第7話        |            | 巴別塔             | 大川久男        | 垂永士            | 佐々木裕之        | 川名久美子                 | 5月25日        |
| 第8話        |            | 拯救娜迪亞作戰     | 大川久男        | 森健              | 森健              | 鈴木俊二 貞本義行          | 6月1日         |
| 第9話        |            | 尼莫的秘密         | 大川久男        | 庵野秀明 根本清   | 鈴木幸雄          | 釘宮洋                     | 6月8日         |
| 第10話       |            | 葛蘭坦克的活躍     | 大川久男        | 池上誉優 前田真宏 | 神谷純            | 川名久美子                 | 6月15日        |
| 第11話       |            | 鸚鵡螺號的新成員   | 大川久男        | 森健              | 佐々木裕之        | 加瀬政広 平松禎史          | 6月22日        |
| 第12話       |            | 葛蘭蒂絲的初戀     | 大川久男        | 窪岡俊之          | 窪岡俊之          | 鈴木俊二                   | 7月6日         |
| 第13話       |            | 跑吧！瑪莉         | 大川久男        | 摩砂雪            | 森健              | 柳田義明                   | 7月13日        |
| 第14話       |            | 戴尼古基斯之谷     | 大川久男        | 鈴木幸雄 根本清   | 鈴木幸雄          | 釘宮洋                     | 7月20日        |
| 第15話       |            | 鸚鵡螺號最大的危機 | 大川久男        | 鈴木幸雄          | 鈴木幸雄          | 加瀬政広 平松禎史          | 7月27日        |
| 第16話       |            | 消失的大陸的秘密   | 大川久男        | 前田真宏          | 根本清            | 川名久美子                 | 8月24日        |
| 第17話       |            | 約翰的新發明       | 大川久男        | 森健              | 森健              | 円瀬克英                   | 8月31日        |
| 第18話       |            | 鸚鵡螺 vs 鸚鵡螺號 | 大川久男 梅野薰 | 孩菜来子          | 牧野滋人          | 釘宮洋                     | 9月7日         |
| 第19話       |            | 尼莫的好朋友       | 大川久男 梅野薰 | 森健              | 川端蓮司          | 高田耕一                   | 9月14日        |
| 第20話       |            | 約翰的失敗         | 大川久男 梅野薰 | 摩砂雪            | 根本清            | 窪岡俊之                   | 9月21日        |
| 第21話       |            | 再見了…鸚鵡螺號    | 大川久男 梅野薰 | 樋口真嗣          | 高山文彦          | 貞本義行                   | 10月26日       |
| 第22話       |            | 背叛的艾特拉       | 大川久男 梅野薰 | 前田真宏          | 森川滋            | 鈴木俊二                   | 11月2日        |
| 孤島＆非洲篇 |            |                    |                 |                   |                   |                            |                |
| 第23話       |            | 小小的漂流者       | 大川久男 梅野薰 | 浦野寛徳          | 浦野寛徳          | 浦野寛徳                   | 11月9日        |
| 第24話       |            | 林肯島             | 大川久男 梅野薰 | 根本清            | 牧野滋人          | 小泉昇                     | 11月16日       |
| 第25話       |            | 初吻               | 大川久男 梅野薰 | 樋口真嗣          | 粟井重紀          | 中澤一登                   | 11月30日       |
| 第26話       |            | 孤獨的小獅王       | 大川久男 梅野薰 | 樋口真嗣          | 川端蓮司          | 高田耕一                   | 12月7日        |
| 第27話       |            | 魔女之島           | 大川久男 梅野薰 | 浦野寛徳          | 宇田忠順          | 金世昌                     | 12月14日       |
| 第28話       |            | 漂流島             | 大川久男 梅野薰 | 摩砂雪 樋口真嗣   | 川端蓮司          | 白南烈                     | 12月21日       |
| 第29話       |            | 小獅王 vs 小獅王   | 大川久男 梅野薰 | 根本清 摩砂雪     | 牧野滋人          | 小泉昇                     | 1991年 1月11日 |
| 第30話       |            | 地底的迷宮         | 大川久男 梅野薰 | 樋口真嗣          | 根本清            | 本田雄                     | 1月25日        |
| 第31話       |            | 再會了，紅諾亞號   | 大川久男 梅野薰 | 窪岡俊之          | 星野寛満          | 鶴卷和哉                   | 2月1日         |
| 第32話       |            | 娜迪亞的初戀       | 大川久男 梅野薰 | 浦野寛徳          | 星野寛満          | 野口啓生                   | 2月8日         |
| 第33話       |            | 拯救小獅王作戰     | 大川久男 梅野薰 | 摩砂雪            | 川端蓮司          | 高田耕一                   | 2月15日        |
| 回顧篇       |            |                    |                 |                   |                   |                            |                |
| 第34話       |            | 我可愛的娜迪亞♥    | 大川久男 梅野薰 | いぬまくら        | 宇田忠順 岡本悲八 | 金世昌 空母そ・そ・そ・そ  | 2月22日        |
| 新鸚鵡螺號篇 |            |                    |                 |                   |                   |                            |                |
| 第35話       |            | 藍寶石的秘密       | 大川久男 梅野薰 | 前田真宏          | 星野寛満 前田真宏 | 本田雄                     | 3月1日         |
| 第36話       |            | 萬能戰艦Ν-鸚鵡螺號 | 大川久男 梅野薰 | 摩砂雪            | 星野寛満          | 窪岡俊之                   | 3月8日         |
| 第37話       |            | 尼奧皇帝           | 大川久男 梅野薰 | 浦野寛徳          | 牧野滋人 犬枕王   | 小泉昇 庵野秀明            | 3月29日        |
| 第38話       |            | 到宇宙…            | 大川久男 梅野薰 | 樋口真嗣          | 摩砂雪            | 鈴木俊二                   | 4月5日         |
| 第39話       |            | 繼承星辰之人       | 大川久男 梅野薰 | 窪岡俊之          | 森健              | 鈴木俊二 貞本義行 鶴卷和哉 | 4月12日        |

## 外部連結
- NHK動畫世界：冒險少女娜汀亞（日本官方網站）（日語）
- ふしぎの海のナディア - NHK放送史（日本放送协会）（日語）

- 有關迪士尼電影「失落的帝國」的問題同盟（日本網站）（日語）
- 「娜迪亞」和「失落的帝國」的比較（日本網站）（日語）